# Adam Summers
Adam P. Summers (* 1964) ist ein US-amerikanischer Biologe.
Am Swarthmore College machte Summers 1986 Abschlüsse in Mathematik und Ingenieurwissenschaften. Anschließend absolvierte er den Master-Studiengang Biologie an der New York University, den er 1992 abschloss. An der University of Massachusetts Amherst wurde er 1999 zum PhD promoviert mit einer Arbeit über Gewebe aus Knorpelfischen. Als Postdoc forschte er an der UC Berkeley über die funktionale Morphologie von Schwanzlurchen und Schleichenlurchen.
Seine erste Professur erhielt er 2001 an der University of California, Irvine. Seit 2009 lehrt er an der University of Washington. 2006 und 2008 forschte er als Gastwissenschaftler am Max-Planck-Institut für Metallforschung. Summers schreibt seit vielen Jahren in der Zeitschrift Natural History eine Kolumne über Biomechanik.

## Veröffentlichungen (Auswahl)
- mit A. J. Clark: Serpentine Steps – News and Views. In: Nature. Band 459, 2009, S. 919–920.
- mit J.M. Long: Mechanics of skeletal tissues of fishes. In: G.V. Lauder und B. Shadwick (Hrsg.): Fish Physiology. Band 23. Academic Press, 2006, S. 141–178.
- mit J.C. O’Reilly: Kinematics of locomotion in two species of caecilian, Typhlonectes natans and Dermophis mexicanus. In: Zoological Journal of the Linnean Society. Band 121, Nr. 1, 1997, S. 65–76.